# 三吉梨香
三吉 梨香（みよし りか、10月16日 - ）は、ふくしまFMアナウンサー。大阪府吹田市出身。

## 人物・経歴
- 現在在籍するふくしまFMのアナウンサーの中では、唯一福島駅前に演奏所があった頃から在籍するアナウンサー。
- 声質は甲高く、アニメ声である。
- 血液型はA型。
- ふくしまFMの自身のプロフィールによると「三度の食事より甘いものが好き」と評すなど、甘党。
- 阪神タイガースの大ファンである。

## 担当番組
- RADIO GROOVE（木　16:00〜19:00）
- RADIO GROOVE F-STYLE（金　16:00〜19:00）
- 局名告知（オープニング、クロージングともに担当）

### 過去の担当番組
- Morning Freewayふくしま
- RADIO GROOVE　(月〜水　17:00〜19:00）
- MUSIC GROOVE（金　18:00〜18:50）
- 音速ラインのラジオ百景（日　22:00〜22:30）

### 他局の出演番組
- 山崎怜奈の誰かに話したかったこと。（TOKYO FM、2024年3月11日） - トークコーナー「誰かに聞きたかったこと。」にふくしまFM局内からリモート出演。